# Génération harmonique

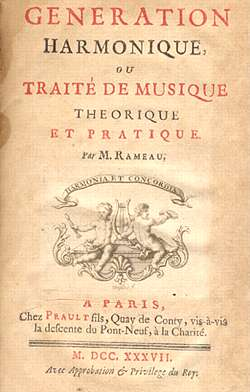
Generación armónica o Tratado de música teórica y práctica.

La Generación harmonique es, después del Tratado de armonía reducida a sus principios naturales de 1722, la segunda obra más importante de Jean-Philippe Rameau. En él explica, de manera definitiva, su teoría de la armonía basada en la resonancia del cuerpo sonoro. La obra fue publicada en 1737.
Su contenido es comparable al del Nuevo sistema de música teórica, segundo tratado de teoría musical escrito por Jean-Philippe Rameau, quien lo editó en 1726.
Esta obra va dirigida a los miembros de la Académie des Sciences; el autor comienza su presentación con el enunciado de doce proposiciones y la descripción de siete experimentos, de un modo que pretende recalcar el carácter científico y racional de sus intenciones.